# Verbascum dalamanicum
Verbascum dalamanicum är en flenörtsväxtart som beskrevs av Hub.-mor.. Verbascum dalamanicum ingår i släktet kungsljus, och familjen flenörtsväxter. Inga underarter finns listade i Catalogue of Life.